# Scelolophia insutaria
Scelolophia insutaria är en fjärilsart som beskrevs av Heinrich Benno Möschler 1890. Scelolophia insutaria ingår i släktet Scelolophia och familjen mätare. Inga underarter finns listade.